# Mary Jackson (inżynier)
Mary Winston Jackson (ur. 9 kwietnia 1921 w Hampton, zm. 11 lutego 2005 tamże) – afroamerykańska matematyczka i inżynier lotnictwa i kosmonautyki w National Advisory Committee for Aeronautics (NACA), która w 1958 r. została zmieniona w Narodową Agencję Aeronautyki i Przestrzeni Kosmicznej (NASA). Przez większość swojej kariery pracowała w Centrum Badawczym Langley w Hampton w Wirginii. Zaczęła pracę jako obliczeniowiec w wyodrębnionym oddziale West Area Computing. Podjęła zaawansowane studia inżynierskie i w 1958 roku została pierwszą czarnoskórą kobietą inżynierem NASA.
Po 34 latach pracy w NASA, Jackson zdobyła najwyższy dostępny tytuł inżyniera. Zdała sobie sprawę, że nie może zdobywać dalszych awansów bez zostania przełożoną. Zgodziła się na degradację, aby zostać kierownikiem zarówno Federalnego Programu Kobiet, w Biurze Programu Równych Szans NASA, jak i Programu Działań Afirmatywnych. W tej roli pracowała, aby wpłynąć zarówno na zatrudnianie i promocję kobiet w NASA w zakresie nauk ścisłych, inżynierii i matematyki.
Historia Jackson została opisana w książce Hidden Figures: The American Dream and the Untold Story of the Black Women Mathematicians Who Helped Win the Space Race (2016). Jest jedną z trzech bohaterek filmu Ukryte działania, który w tym samym roku ukazał się w adaptacji filmowej.

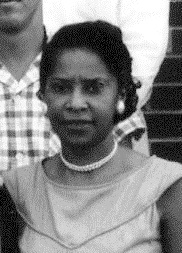
Zdjęcie wykonane w latach 50. XX wieku – Mary wśród personelu tunelu aerodynamicznego

## Życie prywatne
Mary Winston urodziła się 9 kwietnia 1921 r. w rodzinie Elli (z domu Scott) i Franka Winstona. Dorastała w Hampton w Wirginii, gdzie z wyróżnieniem ukończyła przeznaczoną dla czarnoskórych uczniów Phenix High School.
Mary Jackson zdobyła tytuł licencjata w dziedzinie matematyki i nauk fizycznych w Hampton Institute w 1942 roku. Była członkinią Alpha Kappa Alpha.
Jackson służyła przez ponad trzydzieści lat jako przywódczyni Girl Guides. Przewodziła 11. Drużynie Skautek - jej główną ideą było przygotowanie dziewcząt do odnalezienia przez nie własnego miejsca w świecie pełnym nierówności. Uczyła ich miłości do Boga, kraju, szczerości i lojalności. Pomagała im w przygotowywaniu się do egzaminów wstępnych na studia (między innymi z arytmetyki). Starała się walczyć z  segregacją rasową w skautingu. W latach 70. zauważono, że pomagała dzieciom z Afryki w stworzeniu miniaturowego tunelu aerodynamicznego do testowania samolotów.
Jackson była zamężna, doczekała się dwójki dzieci: Levi Jackson Jr. i Carolyn Marie Lewis. Jej syn, zapytany kim chce być w przyszłości, powiedział, że inżynierem - tak jak jego matka. Wzięła ślub z Levimem Jacksonem Sr. Zmarła 11 lutego 2005 roku, w wieku 83 lat. 
8 listopada 2019 prezydent Donald Trump podpisał ustawę 116th Congress Public Law 68 – akt prawny nazywany „Ustawą o Złotym Medalu Kongresu Ukrytych Działań” (Hidden Figures Congressional Gold Medal Act), przyznającą czterem kobietom - afroamerykańskim naukowcom - Złotego Medalu Kongresu za przyczynienie się do sukcesu NASA, podczas wyścigu kosmicznego. Na podstawie decyzji Kongresu, pośmiertnie zostały uhonorowane: Mary Jackson oraz Dorothy Vaughan, a zaszczytu tego dostąpiły również: Katherine Johnson i dr Christine Darden.  
Jej motto brzmiało: Dzielcie się tym, co macie i dbajcie o innych.

## Kariera
Po ukończeniu studiów, Jackson przez rok uczyła matematyki w szkole dla Afroamerykanów w Calvert County w Maryland. W szkołach publicznych na południu wciąż panowała wtedy segregacja. Uczyła także licealistów i studentów, co kontynuowała przez całe życie. 
W 1943 r. wróciła do Hampton, gdzie została księgową w National Catholic Community Center. Pracowała jako recepcjonistka i urzędniczka w Hampton Institute’s Health Department; wróciła do domu po urodzeniu syna. W 1951 r. została urzędniczką w Office of the Chief, Army Field Forces w Forcie Monroe. Pracowała w United Service Organization, gdzie pomagała rodzinom żołnierzy i pracowników armii, pomagając im w szukaniu miejsca zamieszkania. Uważa się ją za ucieleśnienie idei Double V - zwycięstwo kobiet oraz osób czarnoskórych. 
W 1951 r. Jackson została zatrudniona przez National Advisory Committee for Aeronautics (NACA), który w 1958 r. został zastąpiony przez Narodową Agencję Aeronautyki i Przestrzeni Kosmicznej (NASA). Zaczęła pracę jako matematyk-obliczeniowiec, w Centrum Badawczym Langley w rodzinnym mieście Hampton, Wirginia. Pracowała pod kierownictwem Dorothy Vaughan w segregowanej West Area Computing Section.

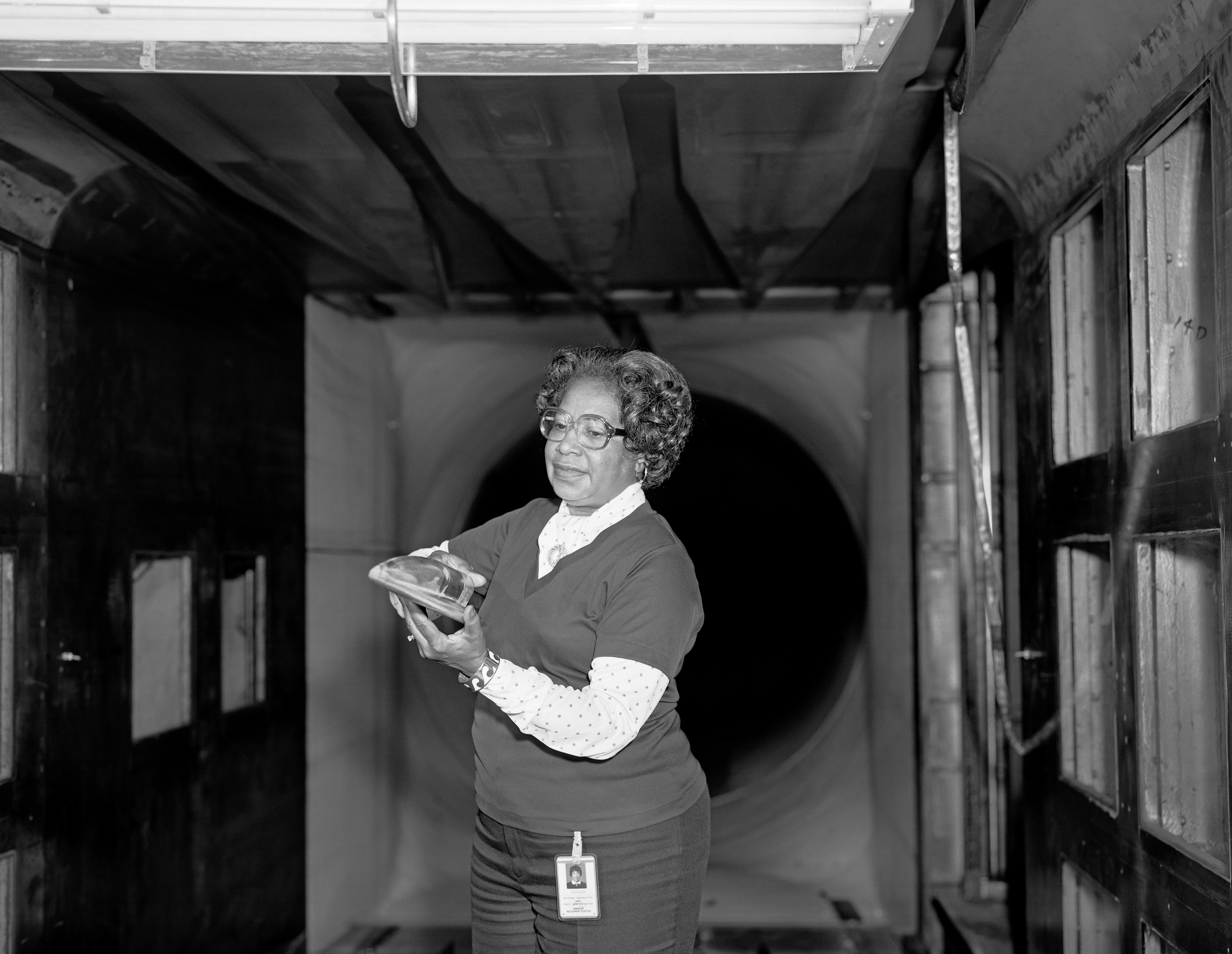
Jackson trzymająca model tunelu aerodynamicznego

W 1953 r. przyjęła propozycję pracy u inżyniera Kazimierza R. Czarneckiego w Supersonic Pressure Tunnel. Tunel aerodynamiczny (1,2 na 1,2 m), o mocy 60 000 KM (45 000 kW) używany był do badania sił na modelu poprzez generowanie wiatru o prędkości prawie dwukrotnie większej niż prędkość dźwięku. Czarnecki zachęcał Jackson do odbycia szkolenia, aby awansować ją na inżyniera. Musiała podjąć studia matematyczne i fizyczne, aby zakwalifikować się do pracy. Były one oferowane w nocnym programie przez Uniwersytet Wirginii, odbywającym się w przeznaczonej dla białych Hampton High School (Wirginia). Jackson poprosiła miasto Hampton, aby zezwoliło jej uczestniczyć w zajęciach. Po ukończeniu studiów, w 1958 roku awansowała na stopień inżyniera lotnictwa i została pierwszą czarną kobietą inżynierem NASA. Analizowała dane z eksperymentów w tunelu aerodynamicznym i w czasie lotów rzeczywistych, prowadzonych w Theoretical Aerodynamics Branch of the Subsonic-Transonic Aerodynamics Division w Langley. Jej celem było zrozumienie przepływu powietrza, w tym siły ciągu silnika lotniczego i oporu aerodynamicznego, w celu dalszego doskonalenia amerykańskich samolotów.

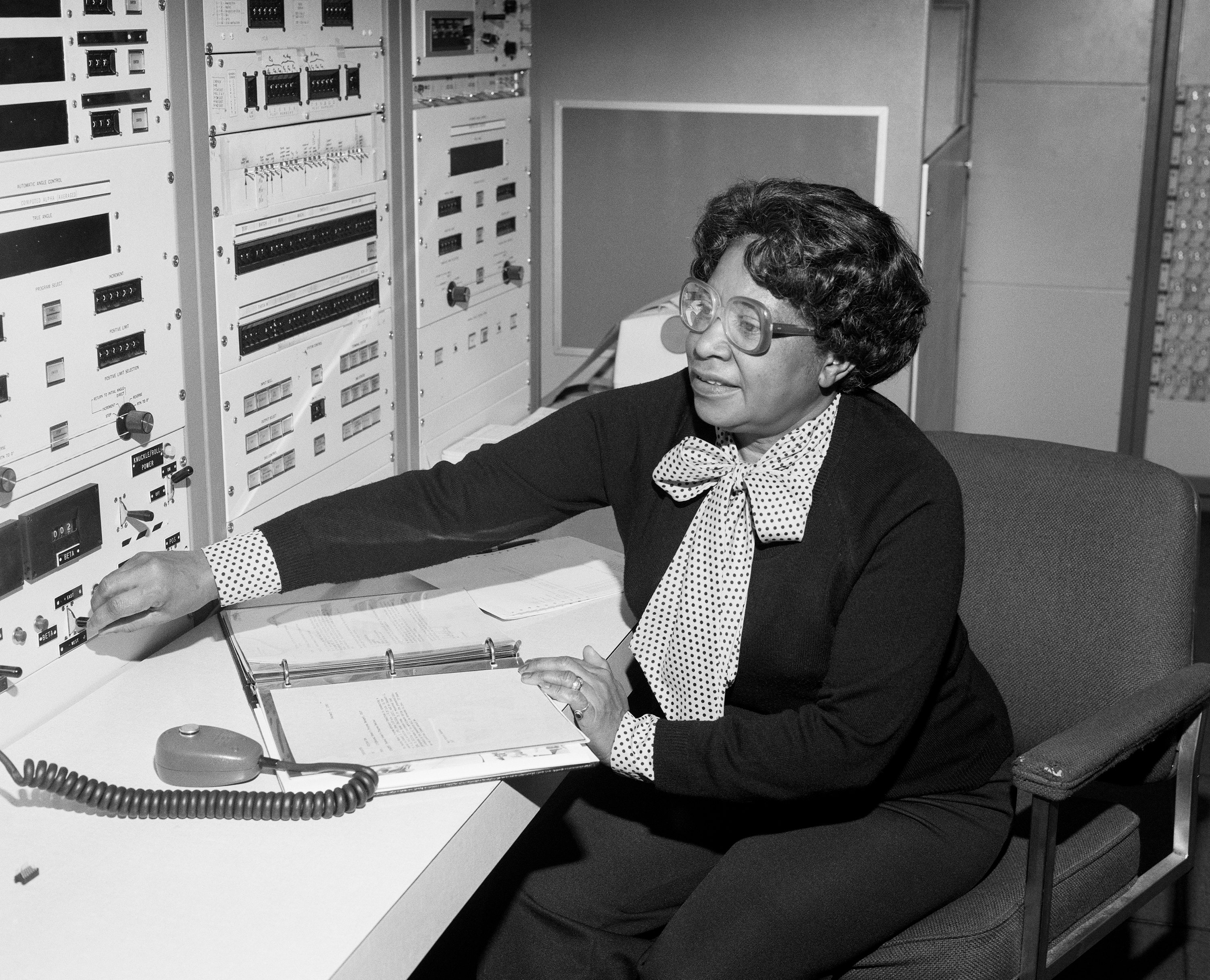
Mary Jackson podczas pracy

Jackson pracowała jako inżynier w kilku działach NASA: Compressibility Research Division, Full-Scale Research Division, High-Speed Aerodynamics Division, i Subsonic-Transonic Aerodynamics Division. Ostatecznie jest autorką lub współautorką 12 opracowań technicznych dla NACA i NASA. Pracowała na rzecz wspierania kobiet i innych mniejszości w rozwijaniu kariery zawodowej, w tym doradzała im jak uczyć się, aby kwalifikować się do awansu.

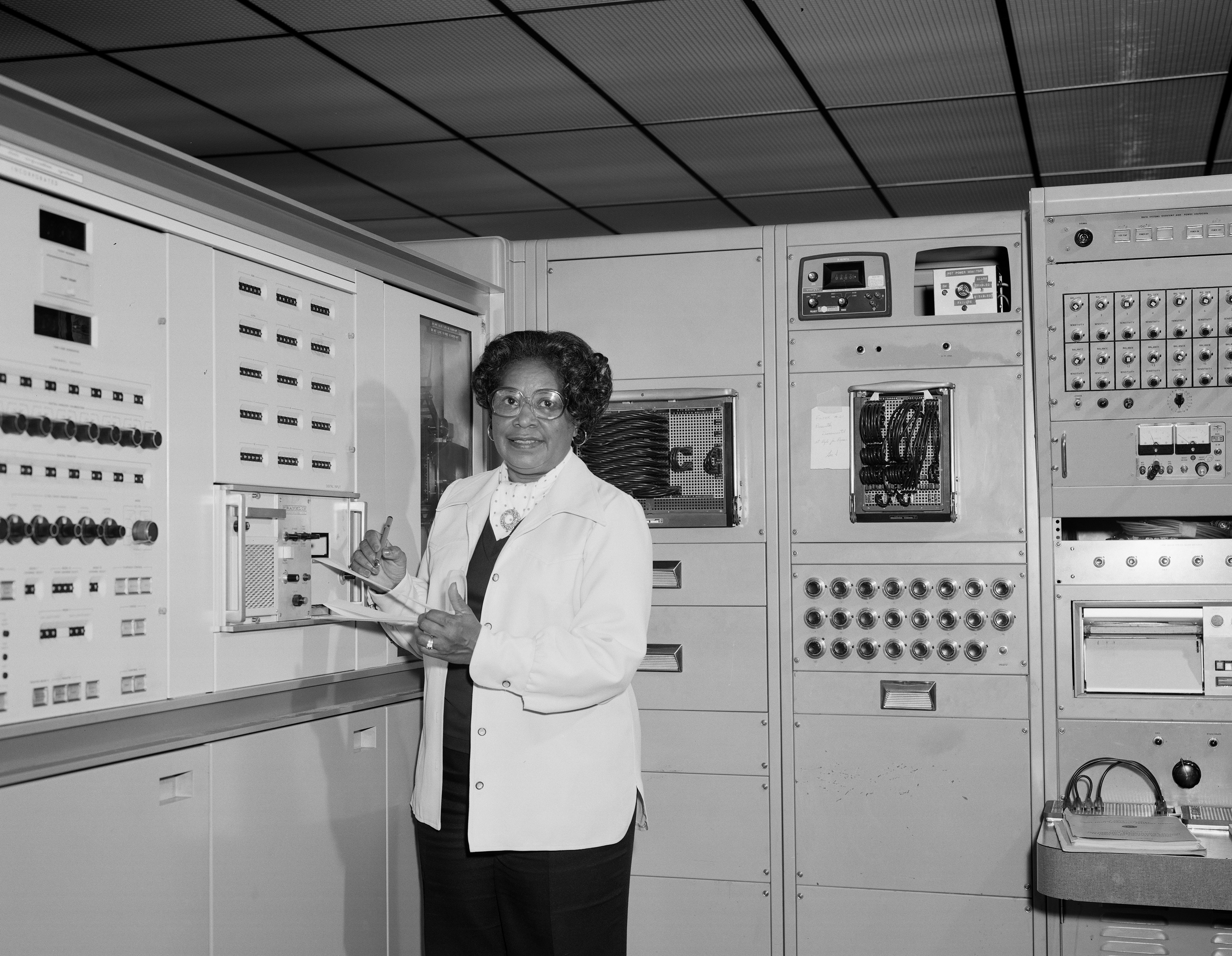
Jackson pracująca w Langley Research Center

Po 34 latach pracy w NASA, Jackson zdobyła najwyższy tytuł w dziedzinie inżynierii. Postanowiła zdegradować się, by pełnić funkcję administratorki w dziedzinie specjalistki ds. równości szans. Po odbyciu szkolenia w siedzibie głównej NASA wróciła do Langley. Pracowała, aby dokonać zmian i zwrócić uwagę na kobiety i inne mniejszości, które były utalentowane w swych dziedzinach. Pełniła funkcję Federal Women’s Program Manager w Biurze Programów Równych Szans (Office of Equal Opportunity Programs) oraz jako Affirmative Action Program Manager, a także pracowała nad kształtowaniem ścieżek kariery kobiet na stanowiskach naukowych, inżynieryjnych i matematycznych w NASA. Celem tych organizacji było analizowanie polityki, praktyk i procedur, które mogły tworzyć bariery w zatrudnianiu i awansowaniu kobiet. Ich działalność miała stworzyć środowisko pracy wolne od rasizmu i seksizmu. Była zaangażowana w prace National Council of Negro Women. Zachęcała dziewczęta do wyboru ścieżki inżynieryjnej przez zapraszanie uczennic z Hampton i studentek z Hampton Institute do Langley. Kontynuowała pracę w NASA aż do przejścia na emeryturę w 1985 roku.

## Dziedzictwo
W 2016 roku film Ukryte działania opowiada o karierze Jackson, Katherine Johnson i Dorothy Vaughan w NASA, a w szczególności o ich pracy nad Programem Mercury podczas wyścigu kosmicznego. Film powstał na podstawie książki Margot Lee Shetterly. W filmie Janelle Monáe wciela się w postać Jackson.
W 2018 r. Salt Lake City School Board zagłosował, że Jackson Elementary School in Salt Lake City zostanie oficjalnie nazwana na cześć Mary Jackson, a nie (jak kiedyś) na cześć prezydenta Andrew Jacksona.

## Nagrody i odznaczenia
- Apollo Group Achievement Award, 1969[2][10]
- Daniels Alumni Award for Outstanding Service to Disadvantaged Youth[10]
- National Council of Negro Women, Inc. Certificate of Recognition for Outstanding Service to the Community[10]
- Distinguished Service Award for her work with the Combined Federal Campaign representing Humanitarian Agencies, 1972[10]
- Langley Research Center Outstanding Volunteer Award, 1975[10]
- Langley Research Center Volunteer of the Year, 1976[2]
- Iota Lambda Sorority Award for the Peninsula Outstanding Woman Scientist, 1976[10]
- King Street Community Center Outstanding Award[10]
- National Technical Association’s Tribute Award, 1976[10]
- Hampton Roads Chapter „Book of Golden Deeds” for service[10]
- Langley Research Center Certificate of Appreciation, 1976–1977[10]

## Publikacje
- Czarnecki, K. R.; Jackson, Mary W. (September 1958), Effects of Nose Angle and Mach Number on Transition on Cones at Supersonic Speeds (NACA TN 4388), National Advisory Committee for Aeronautics[12]
- Jackson, Mary W.; Czarnecki, K.R. (1960), Investigation by Schlieren Technique of Methods of Fixing Fully Turbulent Flow on Models at Supersonic Speeds, 242, National Aeronautics and Space Administration
- Czarnecki, K. R.; Jackson, Mary W. (January 1961), Effects of Cone Angle, Mach Number, and Nose Blunting on Transition at Supersonic Speeds (NASA TN D-634), NASA Langley Research Center[13]
- Jackson, Mary W.; Czarnecki, K. R. (July 1961), Boundary-Layer Transition on a Group of Blunt Nose Shapes at a Mach Number of 2.20 (NASA TN D-932), NASA Langley Research Center[14]
- Czarnecki, K.R.; Jackson, Mary W.; Monta, William J. (1963), Studies of Skin Friction at Supersonic Speeds (Turbulent Boundary Layer and Skin Friction Data for Supersonic Transports)
- Jackson, Mary W.; Czarnecki, K. R.; Monta, William J. (July 1965), Turbulent Skin Friction at High Reynolds Numbers and Low Supersonic Velocities, National Aeronautics and Space Administration
- Czarnecki, K.R.; Jackson, M.W.; Sorrells, R. B. III (December 1, 1966), Measurement by wake momentum surveys at Mach 1.61 and 2.01 of turbulent boundary-layer skin friction on five swept wings, National Aeronautics and Space Administration[18]
- Czarnecki, K.R.; Allen, J.M.; Jackson, M.W. (January 1, 1967), Boundary-layer transition on hypersonic-cruise aircraft, National Aeronautics and Space Administration[19]
- Czarnecki, K.R.; Jackson, M.W. (November 1, 1970), Theoretical pressure distributions over arbitrarily shaped periodic waves in subsonic compressible flow and comparison with experiment, National Aeronautics and Space Administration[20]
- Czarnecki, K.R.; Jackson, Mary W. (December 1975). „Turbulent Boundary-Layer Separation due to a Forward-Facing Step”. AIAA Journal. 13 (12): 1585–1591.[21]